# Інтерфейс транспортного рівня
У галузі проєктування комп'ютерних мереж Інтерфейс транспортного рівня (від англ. Transport Layer Interface) (TLI) був мережним API, який підтримує AT&T UNIX System V Release 3 (SVR3) та Release 4 (SVR4). TLI був двійником (але в System V) програмного інтерфейсу сокетів Берклі. TLI пізніше був стандартизований як XTI, тобто X/Open Transport Interface.
Спочатку очікувалося, що протоколи OSI витіснять TCP/IP, таким чином, TLI розроблювався, виходячи з орієнтованості на модель OSI, тобто за аналогією з транспортним рівнем OSI. Іншими словами, TLI виглядає схоже з сокетами (з погляду API).
TLI та XTI ніколи широко не використовувались як BSD-сокети, і хоч вони все ще підтримуються в операційних системах, які походили від SVR4, як, наприклад, Solaris (оскільки й «класична» Mac OS у вигляді Open Transport), саме сокети прийняті як стандарт мережних API.